# Ciemino (Główczyce)
Ciemino (deutsch Zemmin; kaschubisch Cemino, slowinzisch Cìḙmjinɵ) ist ein Dorf im Powiat Słupski (Kreis Stolp) der polnischen Woiwodschaft Pommern.

## Geographische Lage
Ds Dorf liegt in Hinterpommern, etwa 30 Kilometer nordöstlich der Stadt Stolp, 24 Kilometer nordwestlich der Stadt Lauenburg i. Pom., fünf Kilometer südlich des Lebasees an der Ostsee und zwei Kilometer nordöstlich des Dorfs Główczyce (Glowitz).

## Geschichte

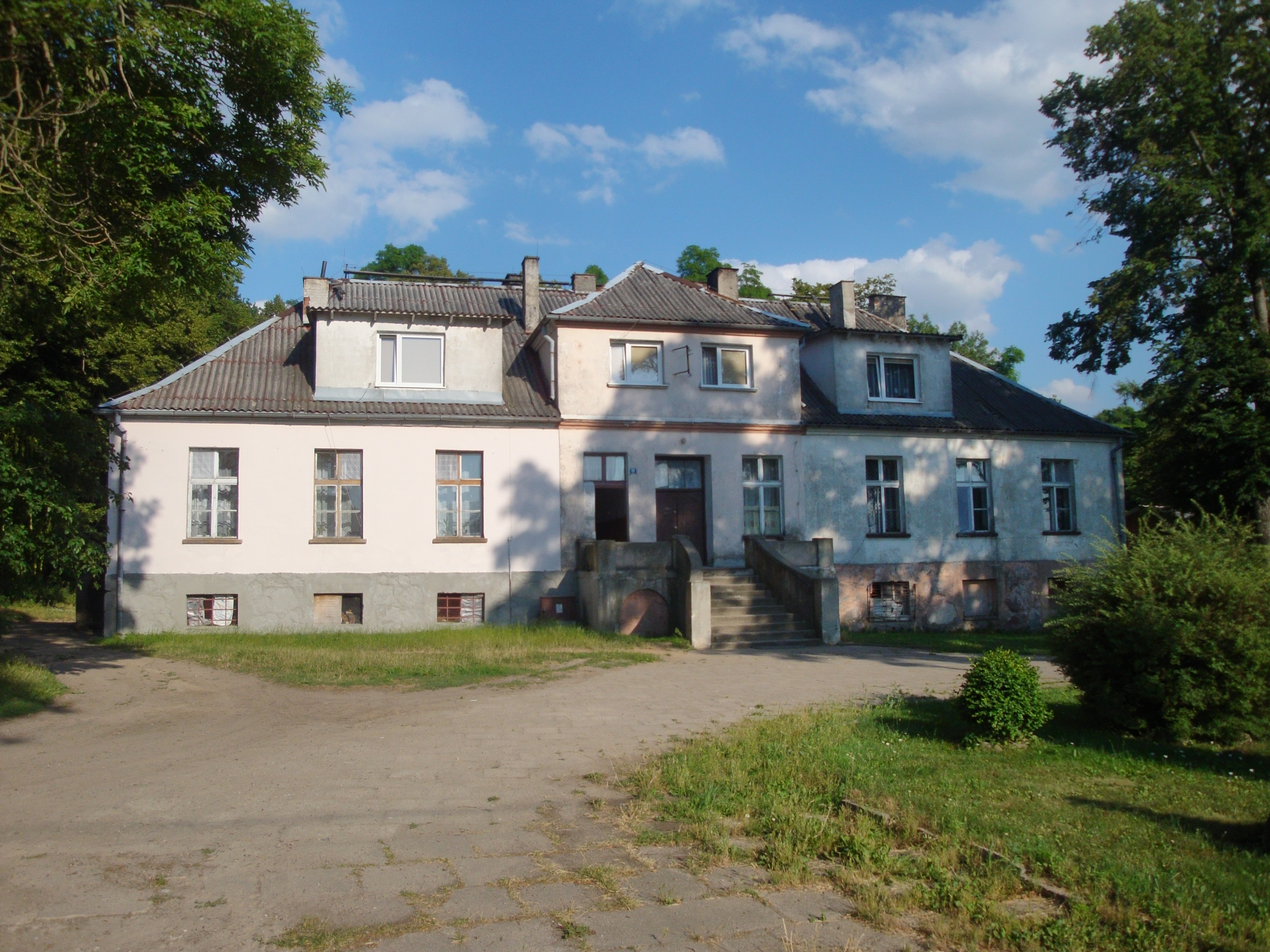
Ehemaliges Gutshaus Zemmin (2010)

Das Rittergut Zemmin war ehemals ein altes Lehen der Familie Stojentin, die es bereits 1519 in Besitz hatte. Es wurde von Martin von Stojentin im Jahr 1634 erblich Albrecht von Puttkamer überlassen. Nächster Besitzer war Ewald von Puttkamer. Im 18. Jahrhundert kam das Dorf dann durch Heirat an Karl Ludwig von Sydow, dessen Sohn 1763 damit belehnt wurde. Um 1784 gab es in Zemmin ein Vorwerk, sechs Bauern, zwei Kossäten und zusammen mit dem auf der Feldmark neu angelegten Vorwerk Neuhof mit einem Hirtenkaten insgesamt 22 Haushaltungen. Zum damaligen Zeitpunkt wurde in dem Dorf vorwiegend kaschubisch gesprochen. 1802 war Karl Friedrich Philipp von Stojentin auf Zemmin ansässig. 1846 kaufte der Rittmeister Eugen von Weiher das Gut Zemmin für 70.000 Taler. 1910 befand es sich noch im Besitz der Familie Weiher. 1916 erbte es Margarethe von Puttkamer, geb. Weiher († 1949 in Potsdam). Ihr Mann, der inzwischen in Glowitz Landwirtschaft erlernt hatte, zog mit seiner Familie nach Zemmin und lebte dort bis zu seinem Tod 1938. Im Jahr 1925 standen auf dem Gemeindegebiet 50 Wohnhäuser.

Häuser im Dorf
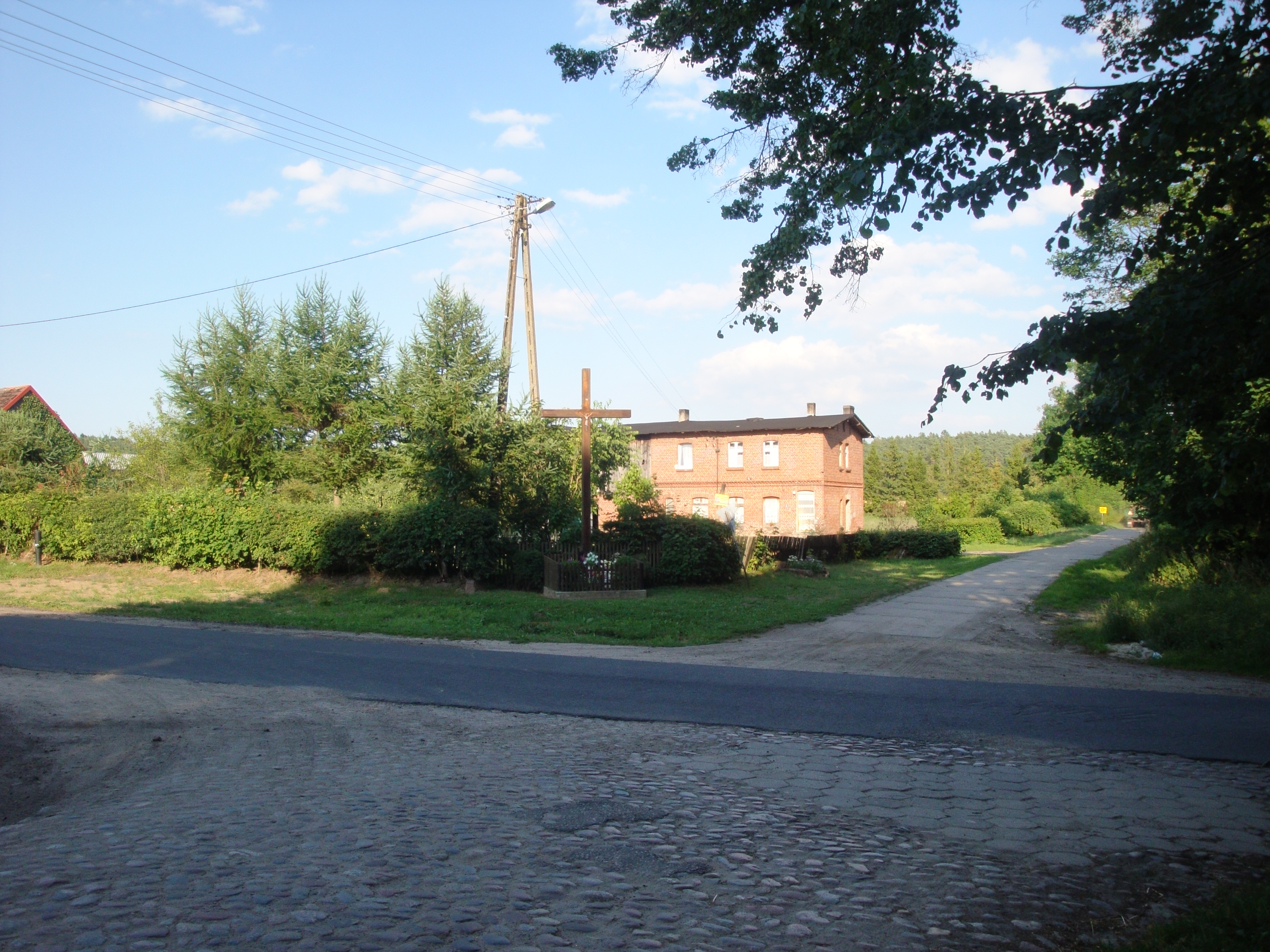
2010
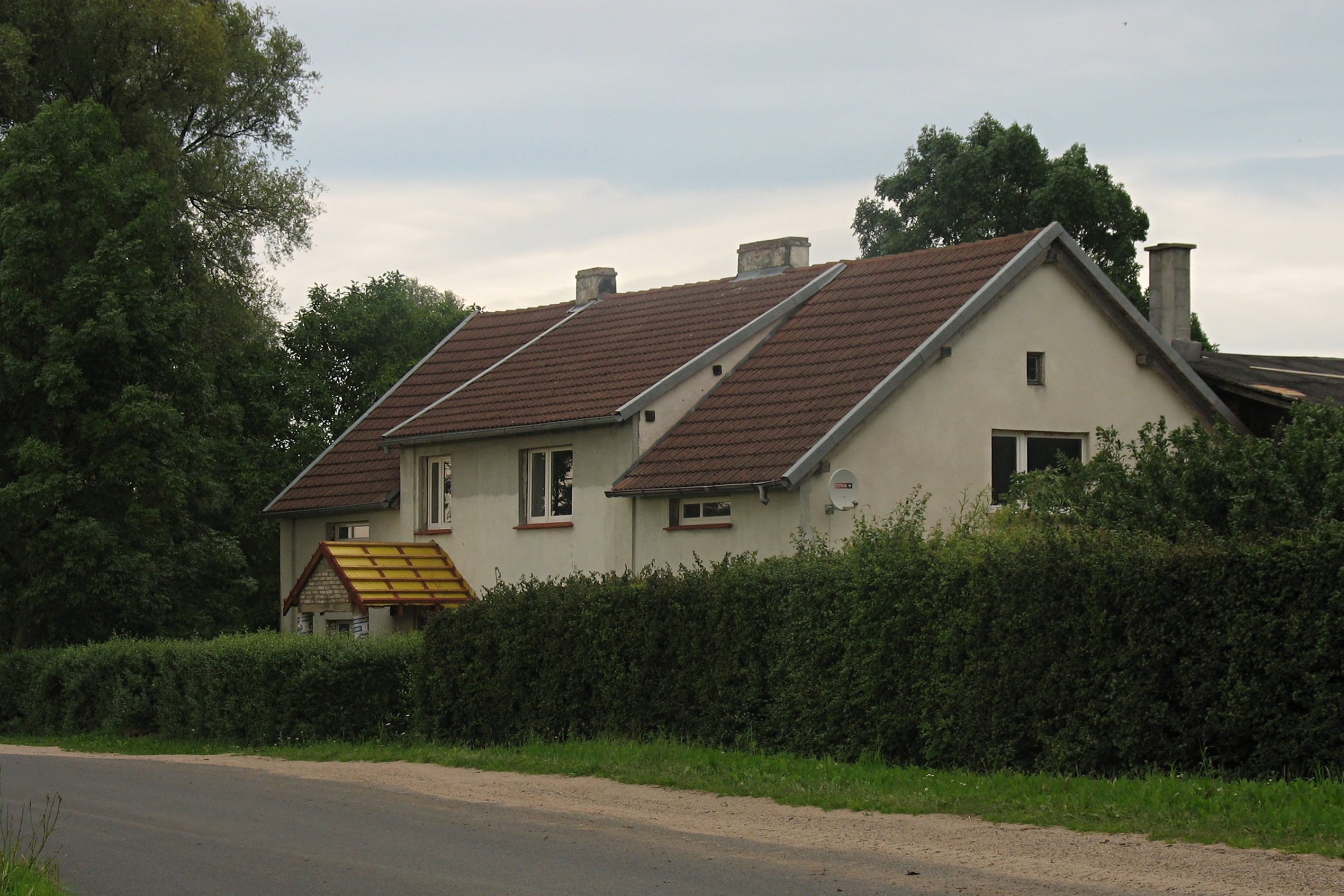
2011
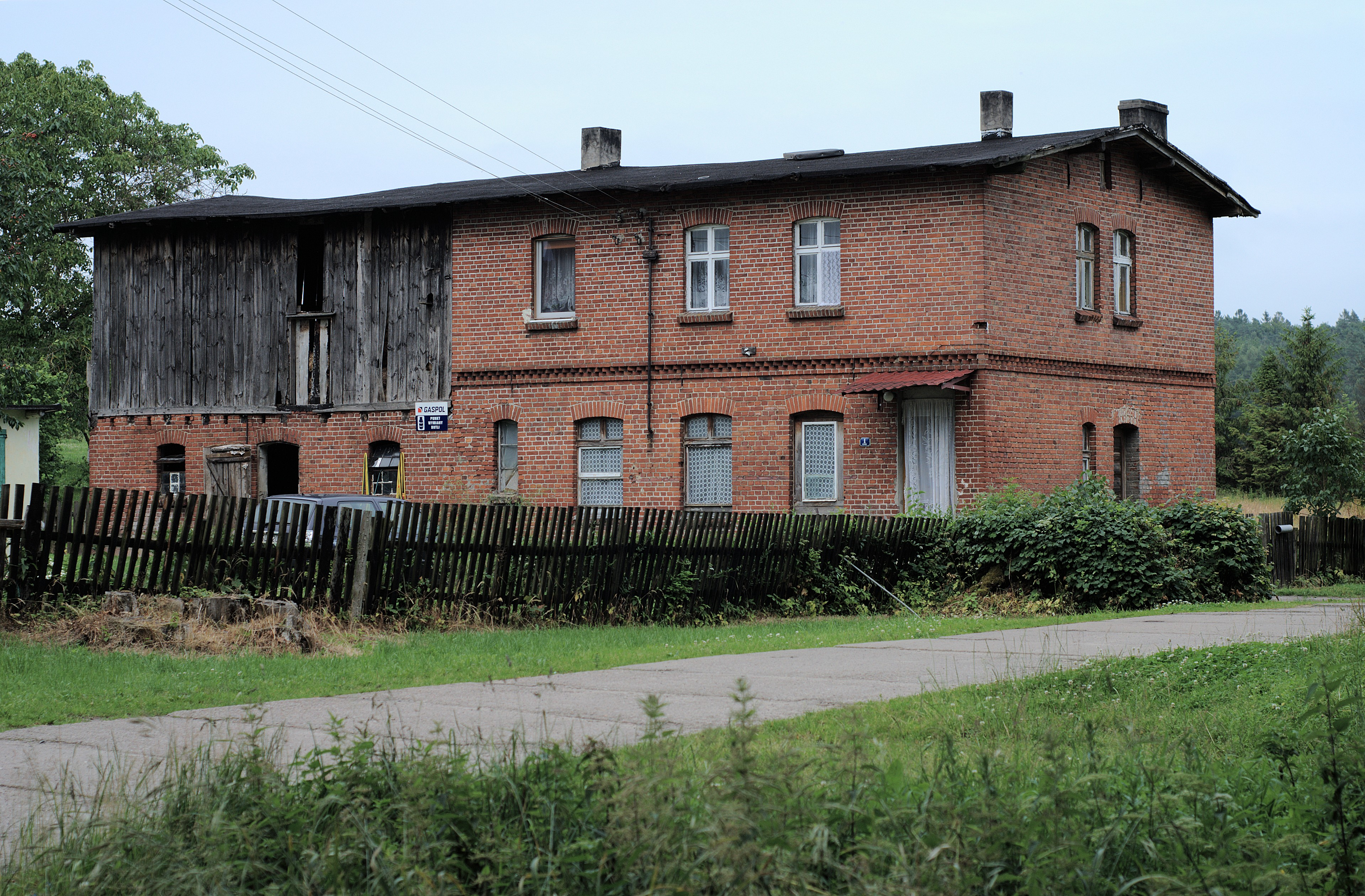
2012

Am 1. April 1927 hatte das Gut Zemmin eine Flächengröße von 1267 Hektar, und am 16. Juni 1925 hatte der Gutsbezirk 341 Einwohner. Am 30. September 1928 wurde der Gutsbezirk Zemmin in die Landgemeinde Zemmin  eingegliedert.
Auf dem Gemeindegebiet gab es sechs Wohnorte:
1. Bergkaten
2. Fichtkaten
3. Louisenthal
4. Neuhof
5. Sandkaten
6. Zemmin

Die Gemeindefläche war 1468 Hektar groß. Um 1935 hatte Zemmin unter anderem einen Gasthof, einen Gemischtwarenladen, eine Schmiede und eine Stellmacherei. 1939 wurden insgesamt 103 Haushaltungen und 414 Einwohner gezählt.
Bis 1945 bildete Zemmin eine Landgemeinde im Landkreis Stolp, Regierungsbezirk Köslin, der preußischen Provinz Pommern des Deutschen Reichs. Zemmin war dem Amtsbezirk Glowitz zugeordnet.
Gegen Ende des Zweiten Weltkriegs wurde Zemmin am 9. März 1945 von der Roten Armee besetzt.  Anschließend wurde das Dorf von der Sowjetunion der Volksrepublik Polen zur Verwaltung überlassen. Danach kamen Polen in das Dorf, die sich der Häuser und Höfe bemächtigten. Für Zemmin wurde die polonisierte Ortsbezeichnung  ‚Ciemino‘ eingeführt. Die meisten Dorfbewohner wurden in der Folgezeit von der polnischen Administration aus Zemmin vertrieben. Für Kinder von Familien, die in Zemmin verblieben waren, wurde 1951/52 eine deutsche Schule eingerichtet, die etwa fünf Jahre lang bestand.
Nach Kriegsende wurden in der Bundesrepublik Deutschland 190 und in der DDR 98 aus Zemmin vertriebene Dorfbewohner ermittelt.
Im Jahr 2008 hatte das Dorf 206 Einwohner. 

## Kirche
Die vor 1945 hier wohnhafte Bevölkerung war evangelisch und gehörte zum Kirchspiel Glowitz.
Die seit 1945 und Vertreibung der einheimischen Dorfbewohner anwesende polnische Einwohnerschaft ist überwiegend katholisch.